# Asmate flavidaria
Asmate flavidaria är en fjärilsart som beskrevs av Eduard Friedrich Eversmann 1852. Asmate flavidaria ingår i släktet Asmate och familjen mätare. Inga underarter finns listade i Catalogue of Life.